# Martina Bárta
Martina Bárta (født 1. september 1988) er en tjekkisk jazz sangerinde og musiker som repræsenterede Tjekkiet ved Eurovision Song Contest 2017 med sangen "My Turn". Hun opnåede en 13. plads i semifinale 1 og derfor kvalificerede hun ikke til finalen .